# 門嶋淳矢
門嶋 淳矢（かどしま じゅんや、1970年1月1日 - ）は、日本の写真家。東京都出身。

## 人物・来歴
専修大学商学部卒業後、1994年に薮下修に師事。
1999年にフリーランスカメラマンとして独立し、雑誌、写真集などグラビア写真を中心に活動。
近年はコスプレイヤー、SNS系モデルなども精力的に撮影。
男性ポートレートにおいても定評がある。
2009年からはアマチュアの方に写真の楽しみを伝えるフォトワークショップも続けている。
2021年 グラビア界の名誉と言われる「週刊SPA!グラビアン魂AWARD みうらじゅん大賞」を、2021/4/20号の沢地優佳のグラビアで受賞。
2022年 再び「週刊SPA!グラビアン魂AWARD みうらじゅん大賞」を、2022/8/30・9/6号の王子妃のグラビアで受賞。

## 主な作品

### 主な掲載誌
- 週刊SPA! （扶桑社）
- 週刊ヤングジャンプ（集英社）
- 週刊FLASH（光文社）
- 週刊実話（日本ジャーナル出版）
- BRODY（白夜書房）
- BUBKA（白夜書房）

### 代表写真集
- 2016年 sharaku project「nudegraph」（玄光社）※共著[6]
- 2018年 園都「そのまま」（光文社刊）
- 2018年「写真とフェチ」（玄光社刊）※共著
- 2019年 熊田曜子「gm37」（双葉社刊）
- 2019年「美しいえちえち写真集」（玄光社刊）※主なモデル：くりえみ、片岡沙耶、近衛りこ、とみこ
- 2020年 熊田曜子「甘えさせてくれますか？」週刊大衆デジタル写真集:4（双葉社）
- 2021年「悩ましいえちえち写真集」（玄光社刊）※主なモデル：いくみ、花咲来夢、東雲うみ、美東澪
- 2021年「青春のえちえち写真集」（玄光社刊）※主なモデル：星名美津紀、菜乃花、ゴロン族美月、月城せいにゃん、MANA
- 2022年 桃乃木かな「セブン」（ジーオーティー出版刊）
- 2023年 園都写真集「Natural」東京妄撮（Amazon Services International LLC）
- 2023年 美澄玲衣「彼氏になってみる？」（Bambi Promotion Co.,Ltd.）※Kindle完全限定ヌード写真集
- 2024年 沢地優佳写真集 『Venus, y』 (扶桑社）※みうらじゅんプロデュース

※その他Web写真集多数

## 写真展

### sharaku project
2011年にNUDEをテーマに写真家5名(吉田裕之、松田忠雄、小池伸一郎、三輪憲亮、門嶋淳矢)でsharaku projectを結成。雑誌が減ってしまっている現在を憂い、鍛え上げてくれた雑誌へのオマージュとして6回の写真展を開催。※vol.03より上野勇、野澤亘伸が参加。
- 2011年11月20日-29日  sharaku vol.00 （六本木 space eje[8]）
- 2012年6月15日-21日  sharaku vol.01 （六本木 space eje[9]）
- 2013年1月31日-2月6日  sharaku vol.02 （オリンパスプラザ 東京[10]）
- 2013年12月2日-8日 sharaku vol.03 （yodobashi gallery infinity[11]）
- 2014年10月17日-31日 sharaku vol.04 （gallery CGN[12]）
- 2015年10月17日-31日 sharaku vol.05 （gallery CGN[13]）

## 劇場ポスター
- 舞台演劇 福岡博多座 「めんたいぴりり」
- 福岡博多座2021年7月公演「羽世保スウィングボーイズ」

## 主なテレビ出演
- 「修整・ポロリは当たり前!?グラビア撮影現場のウラ側」（2013年11月29日、テレビ東京）